# نادي الانتصار
نادي الانتصار السعودي هو أحد أندية الدرجة الثانية منطقة مكة المكرمة في محافظة رابغ، تأسس النادي عام 1397 هجري.

## تشكيلة الفريق الحالية
ملاحظة: تشير الأعلام إلى المنتخب الوطني على النحو المحدد في قواعد الأهلية للفيفا. قد يحمل اللاعبون أكثر من جنسية واحدة غير تابعة للفيفا.
| الرقم | البلد    | المركز | اللاعب                   |
| ----- | -------- | ------ | ------------------------ |
| 1     | السعودية | حارس   | محيا السلمي              |
| 4     | السعودية | مدافع  | متعب المطيري             |
| 5     | السعودية | مدافع  | ماجد هوساوي              |
| 6     | السعودية | وسط    | عبد الله المولد          |
| 7     | السعودية | وسط    | ناصر العبدلي             |
| 8     | السعودية | وسط    | مبارك الأسمري            |
| 9     | نيجيريا  | مهاجم  | دينيس سيسوغ              |
| 10    | مدغشقر   | وسط    | زوتسارا راندريامبولولونا |
| 11    | مصر      | مهاجم  | محمد فؤاد                |
| 12    | السعودية | وسط    | عصام المولد              |
| 13    | السعودية | مدافع  | هارون هاشم               |
| 15    | النيجر   | مدافع  | عبد الله كاتكوري         |

| الرقم | البلد    | المركز | اللاعب            |
| ----- | -------- | ------ | ----------------- |
| 20    | السعودية | وسط    | رافد المولد       |
| 22    | السعودية | حارس   | مروان مادو        |
| 36    | السعودية | مدافع  | حسين حلواني       |
| 44    | السعودية | مدافع  | سعود هادي         |
| 66    | السعودية | وسط    | حسن جعام          |
| 77    | السعودية | مهاجم  | عبد الله عريبي    |
| 88    | السعودية | وسط    | أحمد سليمان       |
| 99    | السعودية | مهاجم  | صافي الزقرتي      |
| --    | السعودية | مدافع  | وجدي الذبياني     |
| --    | السعودية | وسط    | جميل المولد       |
| --    | السعودية | وسط    | عبد الله الزهراني |